# Paulina Gramaglia
Paulina Gramaglia (Córdoba, 21 marzo 2003) è una calciatrice argentina, Attaccante del RB Bragantino, in prestito dallo Houston Dash e della nazionale argentina.

## Carriera

### Club
Gramaglia ha iniziato l'attività giocando nel suo passe natale, l'Argentina; all'età di 14 anni si è unita al Talleres, club della sua città Córdoba, rimanendo nelle sue formazioni giovanili fino al 2020 prima di trasferirsi all'UAI Urquiza. Qui, sotto la guida tecnica di Germán Portanova che poi sarà il suo ct in nazionale, viene aggregata alla prima squadra debuttando in Primera División A, massimo livello del campionato argentino di categoria, all'inizio di dicembre 2020 e cogliendo assieme alle compagne due secondi posti, nel campionato di Clausura 2021 e in quello 2022, entrambi dietro al Boca Juniors.
Il 20 dicembre 2021 è stata annunciata come nuova giocatrice dello Houston Dash, club statunitense, per la stagione 2022, in prestito dall'UAI Urquiza. Sotto la guida tecnica di Sam Laity debutta in National Women's Soccer League il 16 luglio 2022, la più giovane giocatrice a debuttare nella storia del club, all'11ª giornata di campionato, rilevando Shea Groom all'84' dell'incontro casalingo vinto 4-1 sul Chicago Red Stars.
Il 18 novembre 2022 il club di Houston ha annunciato che aveva esercitato l'opzione di acquisto del contratto di Gramaglia, rendendola la prima donna il cui contratto è stato venduto da una società di calcio argentina a un club straniero. Il Dash ha confermato Gramaglia con un contratto di un anno con un'opzione per un ulteriore anno, e poi il 10 febbraio 2023 l'ha ceduta in prestito al club brasiliano di Série A2 RB Bragantino fino al 31 dicembre 2023, in previsione di riagguantare la promozione dopo essere stato retrocesso dall'A1 nel 2022.

### Nazionale
Gramaglia inizia a essere convocata dalla Federcalcio argentina nella formazione under 17, della quale diventa anche capitano.
Nel 2021 arriva anche la chiamata in nazionale maggiore da parte del ct Portanova, che già l'aveva allenata allo UAI Urquiza. Il debutto avviene il 27 novembre 2021, nell'amichevole finita a reti inviolate con l'Ecuador allo stadio Rodrigo Paz Delgado di Quito, rilevando Lorena Benítez al 75'.
Portanova, responsabile anche dell'under 20, in seguito la impiega, sempre in amichevole, nel 2022 con la nazionale maggiore, e la inserisce in rosa anche con la squadra che affronta il campionato sudamericano under 20 di Cile 2022. Nel torneo scende in campo in tutti i quattro incontri disputati dalla sua nazionale nel gruppo A che, con una vittoria, due pareggi e una sconfitta si classifica al 3º posto venendo eliminata già alla fase a gironi.
Impiegata più volte nel corso del 2023 nelle amichevoli preparatorie al Mondiale di Australia e Nuova Zelanda 2023, nel luglio 2023 Portanova decide di confermarla in rosa con le 23 giocatrici in partenza per il torneo FIFA.

## Palmarès

### Club
- campionato brasiliano femminile di seconda divisione: 1

Red Bull Bragantino: 2023